# Calophyllum caledonicum
Calophyllum caledonicum är en tvåhjärtbladig växtart som beskrevs av Eugène Vieillard, Jules Émile Planchon och Triana. Calophyllum caledonicum ingår i släktet Calophyllum och familjen Calophyllaceae. Inga underarter finns listade i Catalogue of Life.